# APOBEC3G
APOBEC3G（A3G）是一种阻止HIV复制的蛋白质。这种蛋白质在人类抗病毒的先天免疫中扮演着重要角色。
APOBEC3G作为一种脱氨酶，可以诱导HIV的DNA上的胞嘧啶替换为尿嘧啶，
这就導致完整的前病毒数量减少。慢病毒进化出了一种叫做Vif的基因，透過將APOBEC3G泛素化並降解，来消除这种影响，
但鼠及大多数灵长类的A3G却不能被HIV的Vif识别，这是导致HIV不感染其他动物的一个主要原因。
人的APOBEC3G是一种强有力的逆转录病毒抑制剂。A3G是哺乳动物特有的，
但它在不同物种间的差异却很大。

## 结构
APOBEC3G的作用原理是在单链DNA复制的过程中使胞嘧啶脱去氨基变成尿嘧啶，它的基因位于第22号染色体。
A3G含有两个典型的胞嘧啶脱氨酶区，其中的C-端已被确认起着调解胞嘧啶脱氨基的作用。
这两个区都分别含有一个催化区，它们是CD1区和CD2区。利用四聚体APOBEC2（A2）蛋白的晶体，
可以推断A3G上的残基存在着电势来调解蛋白质的齐聚反应。
在胞嘧啶脱氨酶区不活跃的N-端上，由酪氨酸-124和色氨酸-127调解着A3G的齐聚反应，
这使得它可以被包装进HIV-1的病毒颗粒中。
A3G在A2模板结构上的同源建模说明它通过二聚体界面形成了一个正电荷堆积的区域。
这个正电荷区域促进了A3G的齐聚反应和提高了它的抗病毒能力。
1. 1 2 3  GRCm38: Ensembl release 89: ENSMUSG00000009585 - Ensembl, May 2017
2. ↑  . National Center for Biotechnology Information, U.S. National Library of Medicine.
3. ↑  . National Center for Biotechnology Information, U.S. National Library of Medicine.